# Nono Berocan
 Nono Berocan Kerauke  (né à Bambu le 12 février 1978) est un homme politique de la République démocratique du Congo et député national, élu de la circonscription de Mahagi dans la province de l'Ituri,,,.

## Biographie
Nono Berocan Kerauke, il est né à Bambu le 12 février 1978. Il est élu député national dans la circonscription électorale de Mahagi dans la province de l'Ituri, il est membre du groupement politique Alliance